# 布伊德旺
布伊尔德旺（法語：Bouilh-Devant）是法国上比利牛斯省的一个市镇，属于塔布区（Tarbes）拉巴斯唐德比戈尔县（Rabastens-de-Bigorre）。该市镇总面积2.99平方公里，2009年时的人口为20人。

## 人口
布伊尔德旺人口变化图示